# Château de la Bourgonnière
 (septembre 2019).
Si vous disposez d'ouvrages ou d'articles de référence ou si vous connaissez des sites web de qualité traitant du thème abordé ici, merci de compléter l'article en donnant les références utiles à sa vérifiabilité et en les liant à la section « Notes et références ».
Le château de la Bourgonnière est un château situé à Bouzillé, en France.

## Localisation
Le château est situé dans le département français de Maine-et-Loire, sur le territoire de la commune déléguée de Bouzillé, au sein de la commune nouvelle d'Orée d'Anjou.

## Historique
Le domaine est acheté en 1824 par Jean Louis Bertrand de Saint-Pern, issu de la noblesse bretonne, à M. de Grimaudet. Il est depuis toujours propriété de cette famille.
Le domaine fut notamment la résidence d'Henri de Saint-Pern (1874-1945), marquis de Saint-Pern et député du Maine-et-Loire, ainsi que de son fils Henri-Jean de Saint-Pern (1915-1984), marquis de Saint-Pern et maire de Bouzillé (1952-1977).

## Description
Le domaine est composé d'un ensemble fortifié des XIVe et XVe siècles, remarquable par son donjon, d'une chapelle au Christ habillé (polychromie du XVIe siècle) et d'un château néoclassique du début du XIXe siècle, qui conserve un perron du XVIe siècle, reste de l'ancien chateau brulé durant les guerres de Vendée. Dans le bois, se trouve également une chapelle du XVIIe siècle, dite « à Madame », qui semble avoir été un lieu de culte protestant, ainsi qu'une chapelle du XIXe siècle dédiée à Saint Joseph, non loin du portail d'entrée.
La tour maîtresse du château bâtie au milieu du XVe siècle est accolée d'une tourelle d'escalier, qui vers 1900, a été prolongée en guette.

## Protection
L'édifice est classé au titre des monuments historiques en 1924, inscrit en 1963, inscrit en 1995 et inscrit en 2008.

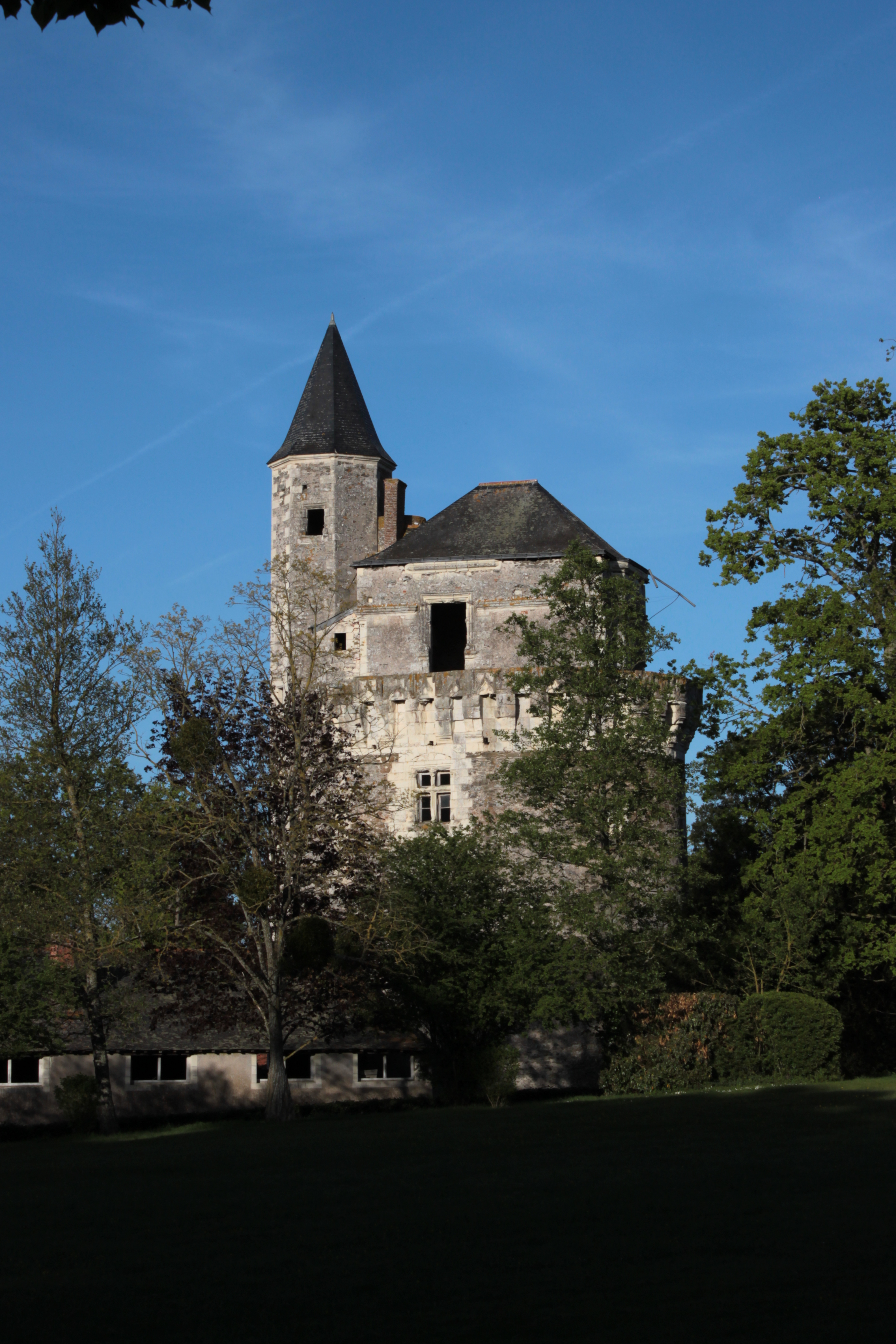
Donjon du château.
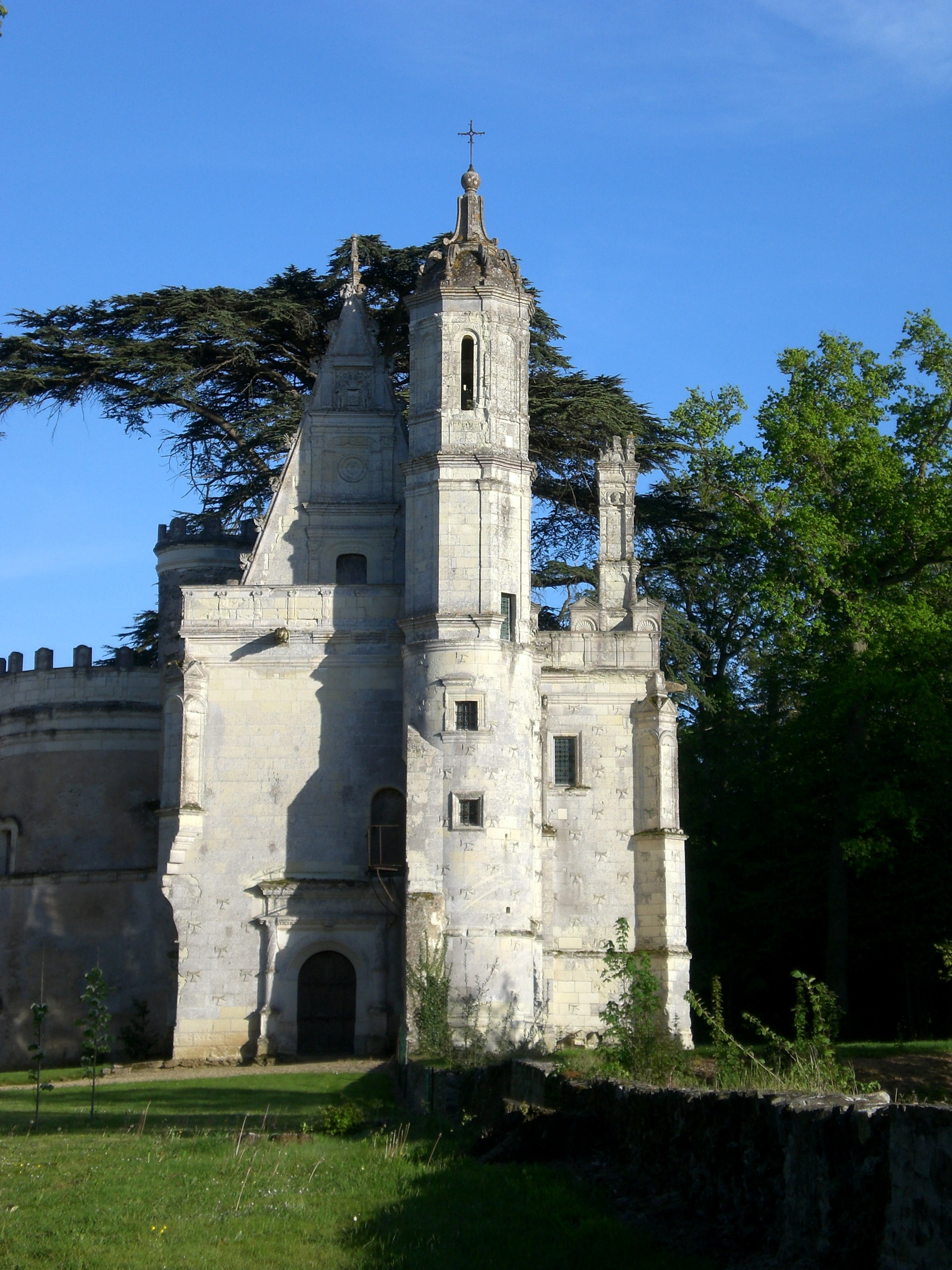
Chapelle du Christ-Habillé.
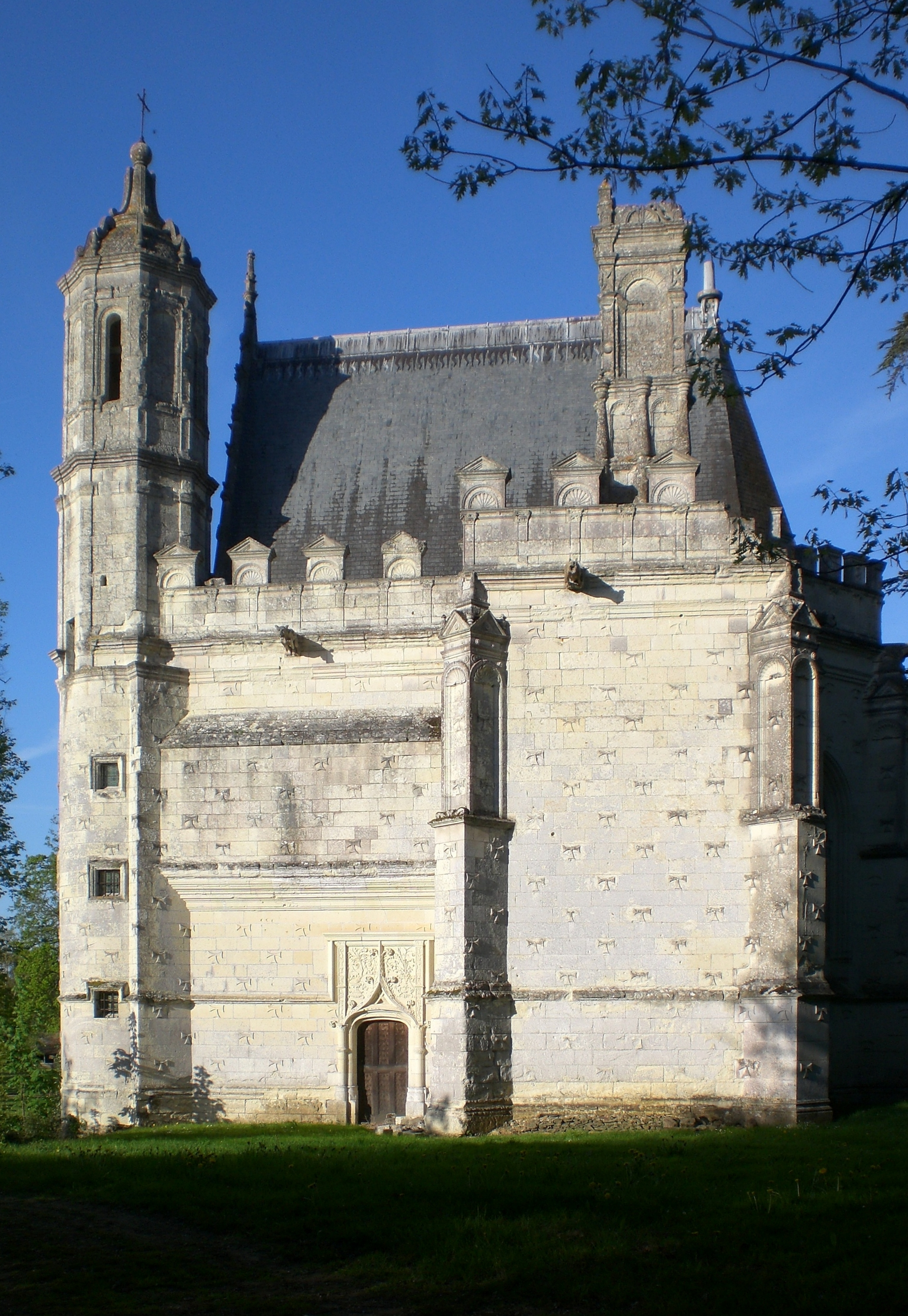
Chapelle du Christ-Habillé.